# Famille von Schlabrendorff
La famille von Schlabrendorff ou Schlabrendorf est une ancienne famille aristocratique de la Marche avec la même maison ancestrale près de Luckau (Basse-Lusace).

## Histoire
La famille est mentionnée pour la première fois dans un document en 1234 avec Diprandus de Zlaberndorf (Slabirndorf). La lignée familiale directe commence en 1380 avec Joachim von Schlabrendorf.
En 1416, deux ans après la victoire d'Hans von Torgau (de) sur les "Quitzowschen", les barons-bandits du château voisin de Beuthen (de), Conrad et Henning von Schlabrendorf reçoivent en fief de la part du margrave Louis II, Gröben avec le village voisin de Kietz, ainsi que Siethen et Klein-Beuthen, et Gröben devient siège de chevaliers en 1550. Entre 1463 et 1781, Großbeuthen est détenu à parts égales par les branches de Siethen et Gröben. Ces derniers biens sont vendus en 1859.

### Anoblissement
Branche de Drewitz : titre de baron du Saint-Empire avec le titre "Bien né" et amélioration des armoiries le 12 mai 1698 à Laxenbourg pour le sergent-général électoral brandebourgeois Otto von Schlabrendorf, propriétaire de Groß Machnow, Blankenfelde (tous deux dans le pays de Teltow (de)) et d'autres. Il est reconnu par la Prusse le 4 décembre 1706 comme Generalleutnant royal prussien et commandant de Custrin. La branche ancestrale des von Schlabrendorff sur Waßmannsdorf et Diepensee, également situés sur le Teltow. La famille gère ces domaines jusqu'au milieu du XVIIIe siècle environ.
Branche de Gröben: Comte prussien le 17 novembre 1772 à Berlin pour Ludwig von Schlabrendorf, propriétaire de Stolz près de Frankenstein-en-Silésie. Chanoine d'Halberstadt  et, à partir du 15 octobre 1786, nommé Erboberlandesbaudirektor dans le duché de Silésie, ainsi que le 15 octobre 1786 à Berlin également pour ses demi-frères Leopold, Gustav et Heinrich von Schlabrendorf. Leurs cousins, les frères Hans Alexander Albrecht, Rittmeister prussien, et August Wilhelm Leopold Eugenius von Schlabrendorf, conseiller royal prussien de la guerre et des domaines, leur succédent le 31 octobre 1786 dans le statut de comte prussien. Friedrich Wilhelm, comte de Schlabrendorf, est également comte et chanoine de la cathédrale d'Halberstadt au début du XIXe siècle.

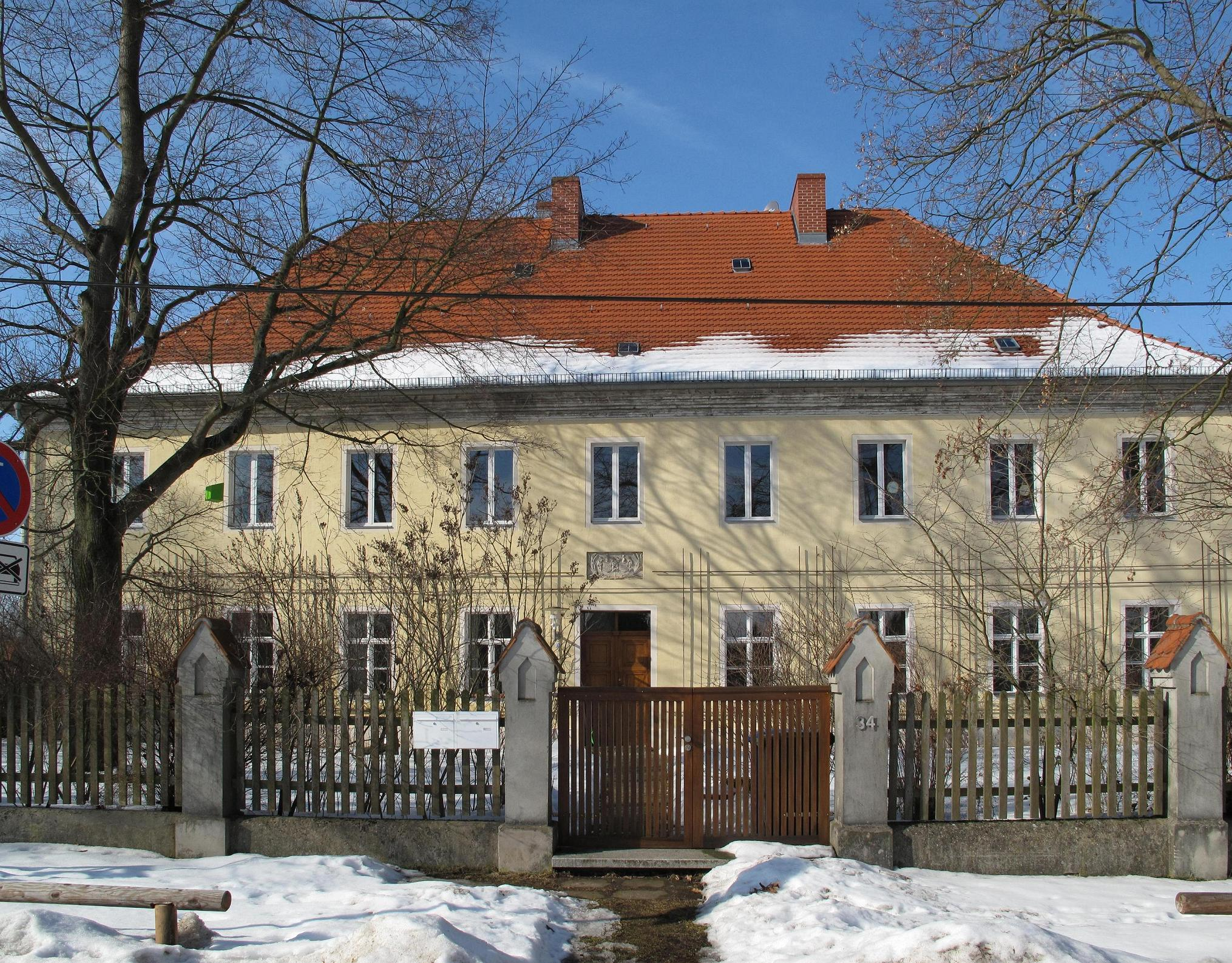
Gröben

## Armes
(juin 2023).

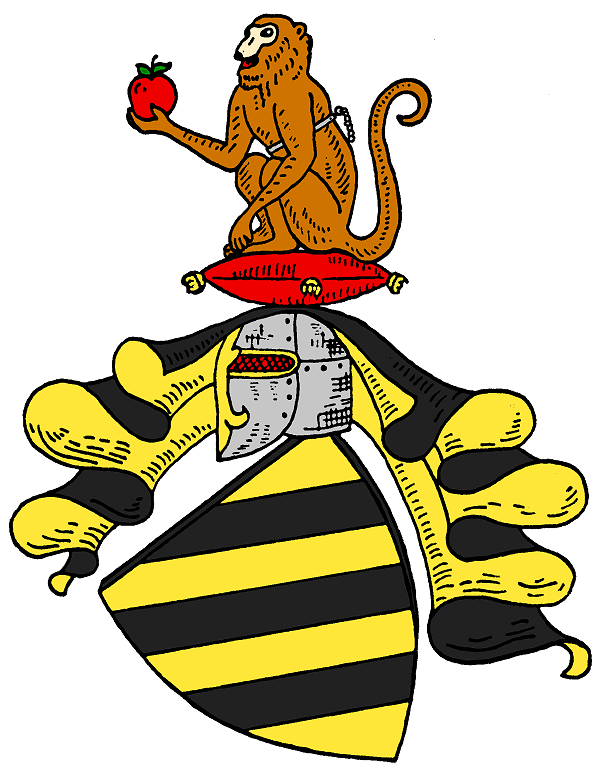
Armoiries de la famille von Schlabrendorf

Le blason principal est recouvert d'or avec trois barres droites obliques noires. Sur le casque avec des lambrequins noires et dorées un singe brun assis, autour du corps un anneau de fer avec une chaîne brisée, tenant un navet naturel (pomme) dans la main droite levée.
La relation des armoiries existe avec l'Altmark von Stechow.

## Personnalités

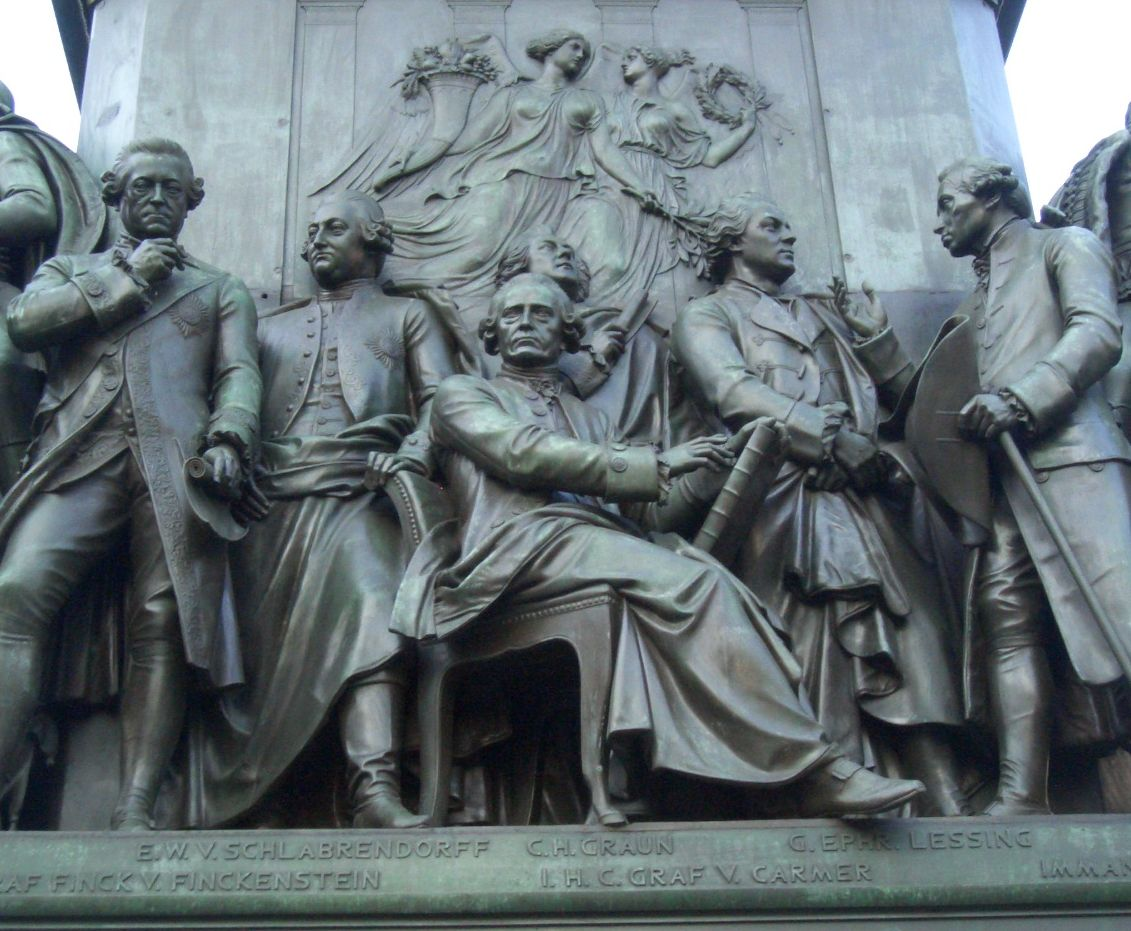
Ernst Wilhelm von Schlabrendorf (second à gauche) à la base de la statue équestre de Frédéric le Grand.

- August Wilhelm Leopold Eugen von Schlabrendorf (1748–1796), directeur de l'Académie de chevalerie de Liegnitz
- Constantin von Schlabrendorf (1782–1853), ancien de Silésie, maître d'œuvre héréditaire
- Ernst Wilhelm von Schlabrendorf (1719–1769), homme d'État prussien, décoré de l'ordre de l'Aigle noir
- Fabian von Schlabrendorff (1907–1980), officier allemand et résistant, plus tard juge à la Cour constitutionnelle allemande
- Georg von Schlabrendorff (mort en 1526), maître[4] du bailliage de Brandebourg de l'ordre de Saint-Jean
- Georg von Schlabrendorff (1852–1913), lieutenant-général prussien
- Gustav Albrecht von Schlabrendorf (1703-1765), major général prussien
- Gustav Albrecht von Schlabrendorf (1631-1703), conseiller privé prussien et gouverneur de Magdebourg
- Gustav von Schlabrendorf (1750–1824), écrivain politique et sympathisant de la Révolution française
- Hans Heinrich von Schlabrendorf (de) (1646–1692), général électoral brandebourgeois
- Heinrich Wilhelm George von Schlabrendorff, auf Waßmannsdorf und Diepensee, de 1809 à 1882 directeur de l'Institut de crédit de la Marche et de la Nouvelle-Marche (de) de Berlin[5]
- Johannes von Schlabrendorff (de) (mort en 1520), évêque d'Havelberg (de) (1501–1520)
- Johann Christian von Schlabrendorf (1668–1720), administrateur prussien de l'arrondissement de Teltow (de)
- Karl Bogislav von Schlabrendorff (mort en 1770), chanoine de la cathédrale de Brandebourg[6]
- Ludwig von Schlabrendorf (1743-1803), ancien d'État, chanoine d'Halberstadt et Magdebourg
- Ludwig von Schlabrendorf (de) (1808-1879), major général prussien
- Otto von Schlabrendorf (de) (1650–1721), général d'infanterie prussien
- Otto von Schlabrendorff (1704–1774), senior[7] du principauté épiscopale de Brandebourg
- Wichmann Heinrich von Schlabrendorf (mort en 1663), suzerain du fief ancestral[8] de Siethen et Schenkendorf, capitaine brandebourgeois.